# Dacriocistite
Dacriocistite é uma infecção do saco nasolacrimal. Ela causa dor, vermelhidão e inchaço sobre o aspecto interno da pálpebra inferior. É geralmente causada por uma obstrução nasolacrimal Geralmente está associada as espécies Staphylococcus aureus, Streptococcus pneumoniae, Pseudomonas.

## Sinais e sintomas
- dor, inchaço, vermelhidão sobre o saco lacrimal
- lacrimejamento, febre
- pressionar sobre o saco lacrimal pode expulsar pus através do ponto de drenagem da lágrima
- em casos crônicos, lacrimejamento pode ser o único sintoma

## Tratamento
O tratamento consiste em compressas quentes, descongestionantes nasais e antibióticos tópicos. Se crônico, devem ser obtidas culturas por aspiração.